# Richard von Krafft-Ebing
Richard von Krafft-Ebing (14 d'agost 1840 – 22 de desembre 1902), va ser un psiquiatre alemany. És sobretot conegut pel llibre Psychopathia Sexualis de 1886. Definia qualsevol pràctica sexual que no servia la procreació com una desviació o perversió.
Li deuem moltes paraules del vocabulari científic com ara sadisme, masoquisme, fetitxisme, i moltes més. En la descripció taxònomica de les variacions mostra molta precisió, en una època en la qual a Occident no es parlava gaire de la sexualitat en cercles científics, fins al punt que, malgrat un vocabulari popular o vulgar molt ric, s'havia d'inventar una nova terminologia. La censura el va obligar de publicar una part de la seva obra en llatí, per limitar-ne l'accés. En l'explicació i sobretot en la medicalització hi ha molta ambiguïtat i l'obra és molt antiquada. Refusava les teories de degeneració, per manca de rigor científica. S'oposava a la criminalització de l'homosexualitat, perquè la veia com una malaltia innata, que era el camp de treball dels metges i no dels jutges.
| «                                                   | So Wurzelt in letzter Linie alle Ethik, vielleich auch ein guter Theil Aestetik und Religion in dem Vorhandensein geschlechtlicher Empfindungen. Bei aller Ethik, deren die Liebe bedarf um sich zu ihrer wahren und reinen Gestalt zu erheben, bleibt ihre stärkste Wurzel gleichwohl die Sinnlichkeit. | En definitiva, tota l'ètica, potser també una bona part de l'estètica i la religió, estan arrelades en la presència de sentiments sexuals. Malgrat tota l'ètica que l'amor ha menester per atènyer la seva forma veritable i pura, l'arrel més forta continua sent la sensualitat. | » |
| — Krafft-Ebing, Pschologia Sexualis, pàgines 2 & 11 | | |   |

## Obres destacades
- Psychopathia Sexualis (1886)[8]
- Die Melancholie: Eine klinische Studie, (1874);
- Grundzüge der Kriminalpsychologie für Juristen, (Segona edició) (1882);
- Die progressive allgemeine Paralyse, (1894);
- Nervosität und neurasthenische Zustände. (1895).